# Route 391 (Québec)
Pour les articles homonymes, voir Route 391.
La route 391 (R-391) est une route régionale québécoise d'orientation nord / sud située sur la rive nord du fleuve Saint-Laurent. Elle dessert la région administrative de l'Abitibi-Témiscamingue.

## Tracé
La route 391 débute à Saint-Édouard-de-Fabre à l'angle de la route 101. Sur un peu plus de la première moitié de son parcours, elle est parallèle à cette route et relie plusieurs villages situés plus à l'est. Puis, elle forme un multiplex avec la route 101 sur une dizaine de kilomètres avant de se diriger vers le nord-est et rejoindre le centre-ville de Rouyn-Noranda (ancienne route 117).

## Localités traversées (du sud au nord)
Liste des municipalités dont le territoire est traversé par la route 391, regroupées par municipalité régionale de comté.

### Abitibi-Témiscamingue
Témiscamingue
- Saint-Édouard-de-Fabre
- Béarn
- Lorrainville
- Laverlochère-Angliers (Laverlochère)
- Saint-Eugène-de-Guigues
- Laverlochère-Angliers (Angliers)
- Guérin
- Rémigny

Hors MRC
- Rouyn-Noranda

## Intersections majeures
| MRC                     | Municipalité           | km     | Destinations                                  | Notes                                    |
| ----------------------- | ---------------------- | ------ | --------------------------------------------- | ---------------------------------------- |
| Témiscamingue           | Saint-Édouard-de-Fabre | 0,00   | R-101 – Ville-Marie, Témiscaming              |                                          |
| Témiscamingue           | Lorrainville           | 17,30  | R-382 ouest – Ville-Marie                     | Terminus sud du multiplex avec la R-382  |
| Témiscamingue           | Laverlochère-Angliers  | 25,30  | R-382 est – Laverlochère, Belleterre          | Terminus nord du multiplex avec la R-382 |
| Témiscamingue           | Rémigny                | 84,20  | R-101 sud – Ville-Marie                       | Terminus sud du multiplex avec la R-101  |
| Rouyn-Noranda           | Rouyn-Noranda          | 94,60  | R-101 nord – Rouyn-Noranda                    | Terminus nord du multiplex avec la R-101 |
| Rouyn-Noranda           | Rouyn-Noranda          | 139,50 | Boulevard Rideau / Rue Gamble / Avenue Québec | Terminus sur l'ancien tracé de la R-117  |
| - Terminus de multiplex |                        |        |                                               |                                          |